# Emil Heusinger von Waldegg

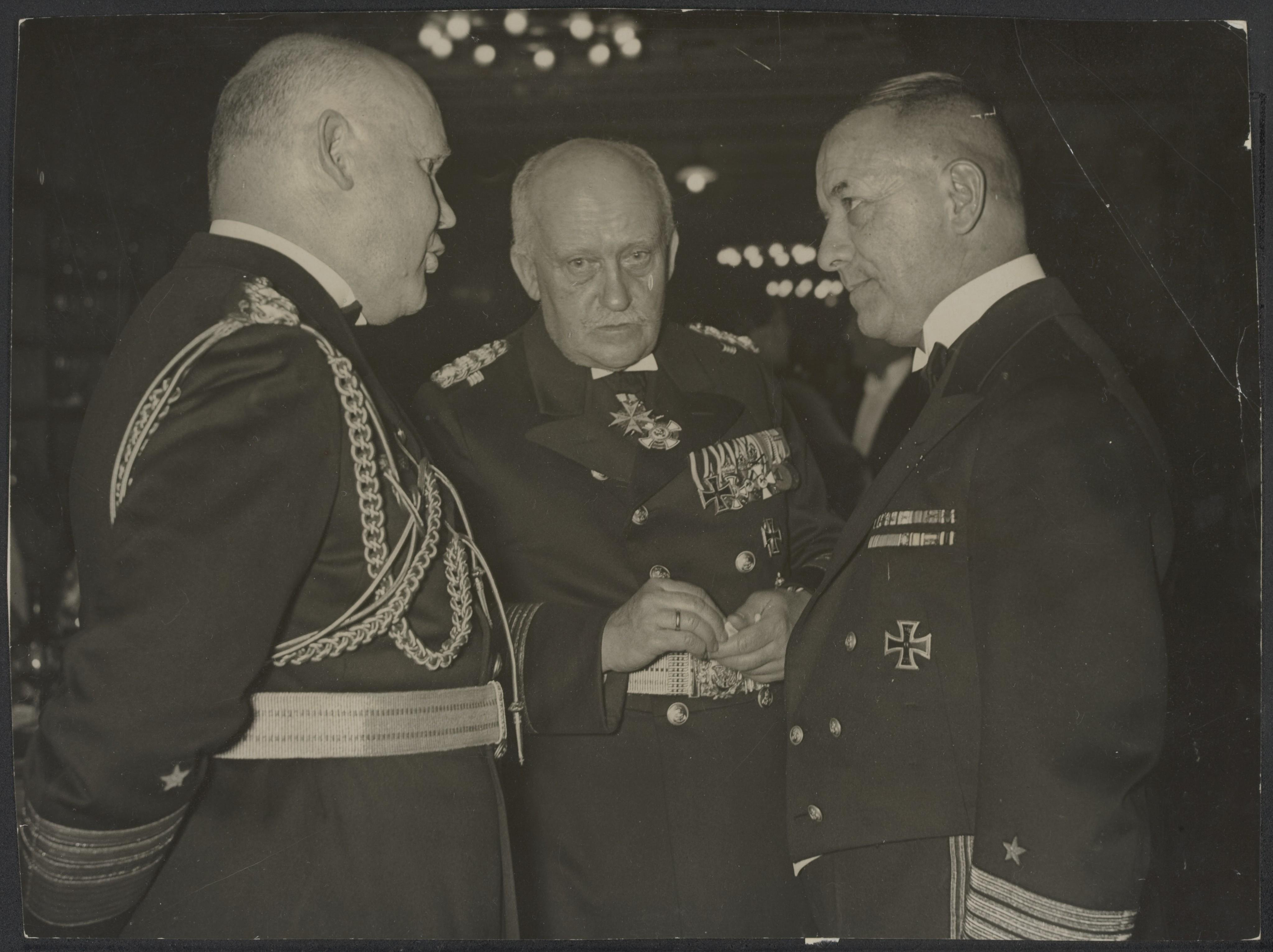
Winterfest der Skagerrak-Gesellschaft Berlin.
Von links: Emil Heusinger von Waldegg, Adolf von Trotha und Erich Raeder.

Emil Heusinger von Waldegg (* 22. Oktober 1880 in Themar; † 8. Dezember 1966 in Bad Godesberg) war ein deutscher Marineoffizier, zuletzt im Dienstgrad eines Admirals der Kriegsmarine.

## Karriere

### Kaiserliche Marine und Erster Weltkrieg
Heusinger trat am 7. April 1900 als Seekadett in die Kaiserliche Marine ein. Er absolvierte die Grundausbildung und anschließend die Basisausbildung bis zum 2. April 1901 auf der als Schulschiff genutzten Gedeckten Korvette Stosch. Daraufhin kam er zur weiteren Ausbildung ab dem 3. April 1901 an die Marineschule in Kiel. Am 19. April 1901 wurde er zum Fähnrich zur See ernannt. Danach reiste er nach Tsingtau im Pachtgebiet Kiautschou, um dort zunächst ab dem 20. November 1902 auf dem Panzerkreuzer Fürst Bismarck und ab dem 26. September 1903 auf dem Großen Kreuzer Hertha eingesetzt zu werden. Während der Dienstzeit auf der Hertha wurde er am 27. September 1903 zum Leutnant zur See befördert. Nach Ende dieser Verwendungen erfolgte Heusingers Rückreise nach Deutschland vom 2. Oktober bis zum 20. November 1904. Anschließend war er bis zum 21. März 1905 als Kompanieoffizier zur II. Schiffswerft-Division kommandiert. Am gleichen Tag erfolgte auch die Beförderung zum Oberleutnant zur See.
Vom 12. März bis zum 30. September 1905 war Heusinger außerdem noch Ausbilder für Offiziersanwärter auf dem Artillerieschulschiff Mars. Es folgte eine Kommandierung als Adjutant beim 2. Bataillon der 2. Matrosendivision bis zum 29. März 1906 und anschließend zwei Kommandos als Wachoffizier. Zunächst auf dem Schulschiff Stein und dann ab dem 1. April 1908 Auf dem Schulschiff König Wilhelm. Am 1. Oktober 1908 wurde Heusinger als Kompanieoffizier zur 2. Matrosendivision zurückversetzt und diente ab dem 24. Februar 1909 dann nochmal als Wachoffizier auf dem Linienschiff Braunschweig. Am 18. September 1909 wurde er zum Schiffskader des im Bau befindlichen Linienschiffs Westfalen versetzt und diente anschließend, nach Indienststellung des Schiffes, ab dem 16. November 1909 an Bord wiederum als Wachoffizier. Die Dienstzeit auf der Westfalen endete am 14. September 1910, vorher war Heusinger noch am 12. Februar 1910 zum Kapitänleutnant befördert worden. Anschließend wurde er bis zum 30. Juli 1911 zum Admiralstabsoffizierlehrgang an die Marineakademie versetzt und diente danach bis zum 15. September 1911 als Wachoffizier aus dem Linienschiff Kaiser Wilhelm der Große. Es folgte der zweite Teil seiner Kommandierung an die Marineakademie bis zum 30. Juni 1912 und anschließend eine Dienstzeit im Admiralstab bis zum 8. August 1912. Ab dem 9. August 1912 tat Heusinger Dienst als Navigationsoffizier auf dem Großen Kreuzer Victoria Louise und ab dem 1. Juli 1913 war er erneut im Admiralstab tätig. Unmittelbar vor Ausbruch des Ersten Weltkriegs wurde Heusinger ab dem 31. Juli 1914 als Admiralstabsoffizier in der Führung der Hochseeflotte eingesetzt. Diese Dienststellung behielt Heusinger bis zum 14. April 1917 und absolvierte anschließend die U-Boot-Ausbildung. Ab dem 23. Oktober 1917 übernahm Heusinger das U-Boot U 25 (U-Boot, 1914) als Kommandant. Am 29. Dezember gab er das Kommando ab und wurde als Admiralstabsoffizier im neu aufgestellten U-Kreuzer-Verband in Kiel eingesetzt. Diese Dienststellung behielt Heusinger bis über das Kriegsende hinaus bis zum 14. Februar 1919. Die Beförderung zum Korvettenkapitän erfolgte am 19. April 1918.

### Reichsmarine und Kriegsmarine
Anschließend war er zunächst bis zum 14. Juli 1919 als Berater des Reichsmarineamts und danach bis zum 14. September 1920 als Berater der Admiralität tätig. Zugleich war er außerdem in den Untersuchungsausschuss zum Hergang des Kapp-Putsches berufen worden. Dem folgte eine Verwendung bis zum 7. Oktober 1922 als Berater der Nautischen Abteilung der Marineleitung, der er auch kommissarisch vom 15. Dezember 1920 bis zum 6. Januar 1921 vorstand. Ab dem 8. Oktober 1922 war Heusinger als 1. Admiralstabsoffizier im Stab des Kommandeurs der Nordseestreitkräfte eingesetzt und diente anschließend ab dem 15. Oktober 1923 wiederum als Stabsoffizier im Stab der Schiffskaderdivision für die Nordsee. Gleichzeitig war er auch zum Chef des Entwicklungsbüros in Wilhelmshaven und kommandierte vom 15. Oktober 1923 bis zum 8. Dezember 1924 außerdem noch das 2. Marinebataillon. In diese Zeit fiel auch die Beförderung zum Fregattenkapitän am 1. Juli 1924. Ab dem 26. Januar 1925 diente er wieder in der Marineleitung und anschließend ab dem 1. April 1925 als Leiter der Haushaltsabteilung der Marine im Reichswehrministerium. Am 1. Oktober 1926 wurde Heusinger zum Kapitän zur See befördert. Ab dem 26. August 1927 kehrte er zur Reichsmarine zurück und übernahm am 8. September als Kommandant das Linienschiff Hessen. Anschließend war er ab dem 28. September 1928 für kurze Zeit kommissarischer Chef der Marineleitung und diente ab dem 1. November 1928 als Chef des Stabes des neuen Chefs der Marineleitung Erich Raeder. Als er schließlich am 1. Oktober 1930 zum Konteradmiral befördert wurde, war er kurz zur Verfügung des Chefs der Marineleitung kommandiert. Es folgte eine Verwendung als Chef des Allgemeinen Marineamtes (B) der Marineleitung, die Heusinger vom 15. November 1930 bis zum 26. September 1935 bekleidete und somit auch bei der Überführung der Reichsmarine in die Kriegsmarine. In dieser Zeit war er außerdem am 1. Oktober 1933 zum Vizeadmiral befördert worden. Danach wurde er am 27. September 1935 erneut zur Verfügung des Chefs der Marineleitung gestellt und anschließend am 30. September 1935 pensioniert. Am gleichen Tag erhielt er mit dem Charakter zum Admiral seine letzte Beförderung.
Am 15. Februar 1939 wurde Heusinger noch einmal zur Verfügung der Kriegsmarine gestellt, aber nicht mehr zum aktiven Dienst herangezogen.

### Weitere Karriere
Ab 1937 war Heusinger in den Aufsichtsrat der zum Krupp-Konzern gehörenden Germaniawerft berufen worden. In dieser Rolle sollte er helfen, militärische Aufträge an die Werft zu vermitteln. 1941 war er darüber hinaus mit gleicher Zielsetzung Vorsitzender des Aufsichtsrates der Danziger Werft AG, der Deutsche Werke Kiel AG, der Schichau-Werke und der Howaldtswerke AG Hamburg. Die Tätigkeiten übte er bis Kriegsende aus und zog sich dann ins Privatleben zurück.

## Auszeichnungen
Während des Ersten Weltkriegs:
- Eisernes Kreuz, 2. Klasse (EK II)
- Eisernes Kreuz, 1. Klasse (EK I)
- Königlich Preussisches Dienstauszeichnungskreuz
- Hanseatenkreuz der Stadt Bremen
- Königlich Sächsisch Meiningischer Militär-Verdienstorden